# Димитров (канонерський човен)
«Димитров» — радянський річковий канонерський човен (канонерка), облаштований на початку Німецько-радянської війни з мобілізованого парового колісного буксира. У серпні 1941 року канонерка відзначилася успішними діями під час оборони Київського укріпрайону.

## Проектування, будівництво
1932 року на заводі «Ленінська кузня» у Києві спроектовано та розпочато серійне виробництво першої радянської компаундної парової машини потужністю 400 к.с. із паророзподілювачем Ленца та з так званим ухиленим компонуванням. Це надало змогу спроектувати та розпочати будівництво серії парових колісних буксирів у рамках замовлення СБ-51. Судна мали корпус із зварених сталевих листів, просторі приміщення, каюти на одну або дві особи, душову та пральню. Головним у серії став пароплав «Смольний».
За передвоєнним мобілізаційним планом чотири таких колісних буксири треба було мобілізувати та переоблаштувати на канонерки, що за тодішньою класифікацією мали артилерію калібру більше 76 мм. Переоблаштування включало в себе посилення конструкції судна, щоб витримувати напруження від віддачі гармат, 6-мм бронювання снарядних погребів та броньову бойову рубку.

## Історія служби у складі ПВФ
З початком Німецько-радянської війни «Димитров» мобілізовано 25 червня 1941 року та вже до 7-10 липня повністю переоблаштовано на канонерський човен, його командиром став лейтенант запасу М. Я. Мамойлик. До початку серпня корабель був у Києві в резерві Пінської військової флотилії (ПВФ). 4 серпня канонерка потрапляє до складу Київського загону річкових кораблів (ЗРК) ПВФ для дій на південному фланзі Київського укріпрайону, де вона вела вогонь по ворожим цілям до 13 серпня. Особовому складу корабля навіть удалося захопити під час цих боїв 3 полонених.
22 серпня «Димитров» скеровано у район Прохорів на прикриття дніпровської переправи відступаючої 5-ї армії Південно-Західного фронту.
Увечері 23 серпня 1941 року передові загони німецької 111-ї піхотної дивізії, посилені самохідними установками StuG III, розбили погано організовані частини 27-го стрілецького корпусу 37-ї армії Південно-Західного фронту, що відступали за наказом, захопили міст через Дніпро біля села Окунінове та облаштували плацдарм на лівому березі Дніпра. Таким чином кораблі флотилії, що діяли на ділянці 5-ї армії, серед них і «Димитров», були відрізані від Києва, де перебував штаб ПВФ.
У ніч на 26 серпня канонерський човен разом з іншими кораблями пішов на прорив з півночі у Київ, оминаючи німецький плацдарм біля Окунінового. Під час бою він отримав кілька влучень, втратив керування, врізався у одну з ферм окуніновського мосту, що добою раніше впала у воду під час обстрілу канонерськими човнами «Вірний» та «Кремль», та незабаром затонув. Кілька членів екіпажу було врятовано з води сторожовим кораблем «Рульовий» та перевезено на лівий берег Дніпра. 31 серпня «Димитров» виключено із списків кораблів ВМФ за наказом командуючого флотом. У 1948 році уламки корабля здано на металобрухт.